# Duramycin
Duramycin (andere Bezeichnung: Moli1901) ist eine Substanz, die zu den Polypeptidantibiotika gezählt wird. Duramycin wurde bereits in den 1960er Jahren aus dem Ferment von Streptomyces und Streptoverticilli Bakterien-Stämmen isoliert. Die Struktur ist aus 19 Aminosäuren zusammengesetzt, es handelt sich also um ein Nonadecapeptid (Molekülmasse=2012 g/mol). Cinnamycin ist eine Vorstufe des Duramycin mit 17 Aminosäuren.
Mehrere Studien befassten sich mit der medizinischen Nutzbarkeit dieser Substanz. Dabei erwies sich die antimikrobielle Wirksamkeit als unterlegen gegenüber anderen Antibiotika. Allerdings entfaltet Duramycin eine Reihe anderer physiologischer Wirkungen, so interagiert es mit verschiedenen Membranen von Zellen und Mitochondrien. Einige dieser Wirkungen könnten zu möglichen Indikationen als Arzneistoff führen.
Duramycin soll die Fähigkeit haben, bei Inhalation alternative Calcium-gesteuerte Chloridkanäle in Zellen des Lungenepithels zu öffnen. Dadurch soll ein für die Lungenerkrankung bei Mukoviszidose ursächlicher Defekt im sog. CFTR-Kanal wenigstens zum Teil ausgeglichen werden.
Ein Phase 2-Studie in Deutschland kam zu dem Ergebnis, dass das Medikament bei kurzer Anwendung (einmal tägliche Inhalation über 5 Tage) gut vertragen wurde und selbst bei einer kleinen Patientenzahl zu einer Verbesserung der Lungenfunktion (FEV1) von bis zu 7 % führte. In Europa ist die Firma AOP Orphan Pharmaceuticals AG damit befasst (Stand September 2006).